# Catharina Helena Dörrien
Catharina Helena Dörrien (1 de març de 1717 - 8 de juny de 1795) va ser una botànica i educadora alemanya, reconeguda com "la més famosa naturalista de parla alemanya del període". Va pintar més de 1400 il·lustracions botàniques amb aquarel·la i va publicar un catàleg de plantes del Principat d'Orange-Nassau el 1777. També va ser la primera dona a posar nom a un tàxon fúngic.

## Biografia
Nascuda a Hildesheim (Baixa Saxònia, Alemanya) l'1 de març de 1717, va ser la segona de quatre fills del pastor protestant Johann Jonas Dörrien i Lucia Catharina (nascuda Schrader). El pastor va educar els seus fills a casa, i entre les matèries que els va ensenyar hi havia la botànica. Quan la mare de Dörrien va morir, el 1733 (el mateix any que la filla gran), ella va ocupar-se de la casa i la família. El seu pare va morir quatre anys més tard.
Després de la mort del seu germà Melchior, el 1746, no tenia altres lligams que la mantinguessin a Hildesheim i va acceptar treballar com a institutriu a Dillenburg (ciutat que actualment pertany al land de Hessen) per a la seva amiga de la infància Sophie Anna Blandina von Erath (nascuda von Alers). Dörrien inicialment pintava per plaer, però el marit de Sophie, l'advocat i historiador Anton Ulrich von Erath, va animar-la a il·lustrar la flora del principat d'Orange-Nassau. Cap al 1760 va començar a recol·lectar plantes del Principat al mateix temps que estudiava la literatura botànica de l'època, llatí i millorava la tècnica d'aquarel·la. Va visitar molts llocs prop de Dillenburg en més d'una ocasió i en diferents èpoques de l'any, centrant-se en els líquens, molses i fongs durant l'hivern. El 1770 va publicar els primers treballs sobre botànica ("Von der Fragaria sterili" und "Von den Wurzeln der Cuscuta"), als quals van seguir d'altres que van donar-li fama com a experta botànica, una de les primeres persones a Alemanya a utilitzar el sistema de classificació de Linné. Va mantenir correspondència amb alguns dels botànics més coneguts de la seva època.
Anton von Erath va morir el 1773, però Dörrien va continuar amb el treball de la flora del principat, publicant-ne un catàleg de 496 pàgines el 1777. Tenia intenció de fer-ne un segon volum amb les il·lustracions, però no es va publicar. El catàleg constava de quatre parts i a la darrera secció hi estaven inclosos els fongs. A la primera edició de Species Plantarum, Linné només va incloure unes poques dotzenes de fongs. Dörrien va trobar espècies que encara no tenien nom en la nomenclatura binomial introduïda per Linné. En comptes d'introduir nous tàxons, es limitava a indicar cada nova espècie subratllant-ne el gènere i sense posar-hi cap epítet que n'indiqués l'espècie. Per exemple, del gènere Agaricus va marcar d'aquella manera 56 espècies que va no va poder identificar a partir de la literatura disponible. Tanmateix, en el catàleg va introduir dues varietats de l'espècie descrita per Linné com a Lichen centrifugus: L. centrifugus var. major Doerr. i L. centrifugus var. minor Doerr. Va ser així la primera dona que va nomenar un tàxon de fongs. També va pintar segells de l'Arxiu de Dillenburg que el 1764 von Erath va usar per il·lustrar la seva obra Codex Diplomaticus Quedlinburgensis. Però les il·lustracions de plantes de Dörrien no es van publicar mai en cap de les seves obres sobre botànica.
El 1789 va morir Sophia von Erath i Dörrien va anar a viure amb la família del fill petit dels von Earth, Justus Hieronymus, que era conseller del govern a Dillenburg.
Per la seva experiència com a institutriu, Dörrien va interessar-se per l'educació de les noies i va escriure una obra, Versuch eines Beitrages zur Bildung eines edlen Hertzens in der ersten Jugend (Intent de contribuir a la formació d'un cor noble en la primera joventut), en què tractava de l'educació del jovent.
Catharina Helena Dörrien va morir a Dillenburg el 8 de juny de 1795.

## Destí de les seves il·lustracions
Al llarg de la seva vida, Dörrien va pintar més de 1400 aquarel·les que, a la seva mort, van quedar en poder de la família von Erath i amb el temps es van anar dispersant. El 1875 se'n va exposar una part al Verein für Nassauische Altertumskunde un Geschichtforschung (Societat d'Arqueologia i Recerca Història de Nassau). Avui dia només se'n tenen localitzades una mínima part. El Museu d'Història Natural de Wiesbaden en conserva trenta-vuit. El mateix museu té més de dues mil pintures de plantes signades per Johann Philipp Sandberger, que era amic de Anton von Erath i es pensa que possiblement siguin còpies de pintures de Dörrien. Tampoc no se sap què se'n va fer dels seus herbaris.

## Reconeixements
Dörrien va ser membre honorari de la Societatis Botanicae Florentinae (Societat Botànica de Florència, des de 1766), la Gesellschaft Naturforschender Freunde zu Berlin (Societat Berlinesa d'Amics de la Natura, des de 1776), Botanischen Gesellschaft zu Regensburg (Societat Botànica de Regensburg, des de 1790), i la primera dona membre de la Berlinischen Gesellschaft (Societat Berlinesa, des de 1776)
En honor seu, el naturalista alemany Moritz Borkhausen va posar Doerriena a un gènere de cariofil·làcies.
Un carrer de Dillenburg duu el seu nom.
El 2008, Dillenburg va establir la medalla Catharina Helena Dörrien per a mèrits especials en treballs honorífics.
El 9 d'octubre de 2018 es va estrenar a Dillenburg un musical que tracta de la vida d'aquesta dona botànica i pedagoga.

## Publicacions
Dörrien CH (1770a). Von der Fragaria sterilis. Hannoverisches Magazin 8(35):557-560.
Dörrien CH (1770b). Von den Wurzeln der Cuscuta. Hannoverisches Magazin8(56):891-896.
Dörrien CH (1773). Erfahrung von verschiedenem Ungeziefer, welches den Salat verfolget, und den Mitteln dagegen. Dillenburgische	Intelligenz-Nachrichten 5 June:153-154.
Dörrien CH (1777). Verzeichniß und Beschreibung der sämtlichen in den Fürstlich Oranien Naussauischen Landen wildwachsenden Gewäche. Bey Christian Gottfried Donatius, Lübeck, Germany. [TL-2 31.113, 2 edicions] La seva obra mestra
Dörrien CH (1785). Notícies de Katharina Helena	Dorrien, explicada per ella mateixa, en una carta al professor Seybold. Magazin für Frauenzimmer 1785(4):125-135.